# L̈
L̈ (minuskule l̈) je speciální znak latinky. Nazývá se L s přehláskou. Používá se pouze v amerických jazycích halkomelem a teribe, kde se čte jako neznělá alveolární laterální frikativa (ɬ).
V Unicode má L̈ a l̈ tyto kódy:
L̈ U+004A U+0308
l̈ U+006A U+0308